# Plataea (bướm đêm)
Plataea là một chi bướm đêm thuộc họ Geometridae.